# نوده (كوهباية الغربي)
نوده (بالفارسية: نوده) هي قرية تقع في إيران في قسم کوهبایة الغربي الریفي. يقدر عدد سكانها بـ 119 نسمة .